# Nxuba

Gemeindegebiet bis 2016

Wappen der Gemeinde

Die Gemeinde (Local Municipality) Nxuba war Teil des Distriktes Amathole, Provinz Ostkap in Südafrika. Sitz der Gemeindeverwaltung war Adelaide.
Gemeinsam mit der damaligen Local Municipality Nkonkobe bildete dieser Verwaltungsdistrikt den Fort Beaufort Education District (deutsch etwa: Fort Beaufort Schulbezirk). 2016 wurden beide Gemeinden zur Gemeinde Raymond Mhlaba zusammengelegt.
Das Motto der Gemeinde lautete Together in Unity, „Gemeinsam in Eintracht“.

## Städte und Orte
- Adelaide
- Bedford
- Lingelethu
- Sizakhele

## Demografie
Auf einer Fläche von 2732 km² lebten 24.264 Einwohner (Stand 2011).